# Бурсук-Вале (Јаши)
Бурсук-Вале (рум. Bursuc-Vale) насеље је у Румунији у округу Јаши у општини Леспези. Oпштина се налази на надморској висини од 214 m.

## Становништво
Према подацима из 2002. године у насељу је живело 153 становника, од којих су сви румунске националности.